# كأس أوروبا لكرة السلة 2017–18
كأس أوروبا لكرة السلة 2017–18 هو موسم من كأس أوروبا لكرة السلة. أقيم خلال الفترة 10 أكتوبر 2017 وحتى 13 أبريل 2018، وشارك فيه  24 فريقاً، وفاز فيه نادي داروشافاكا لكرة السلة.